# Comuna de Bychawa
Bychawa (polaco: Gmina Bychawa) é uma gminy (comuna) na Polónia, na voivodia de Lublin e no condado de Lubelski. A sede do condado é a cidade de Bychawa.
De acordo com os censos de 2004, a comuna tem 12 400 habitantes, com uma densidade 84,8 hab/km².

## Área
Estende-se por uma área de 146,19 km², incluindo:
- área agricola: 85%
- área florestal: 8%

## Demografia
Dados de 30 de Junho 2004:
|                      | Total   | Total | Mulheres | Mulheres | Homens  | Homens |
| -------------------- | ------- | ----- | -------- | -------- | ------- | ------ |
|                      | pessoas | %     | pessoas  | %        | pessoas | %      |
| População            | 12 400  | 100   | 6354     | 51,2     | 6046    | 48,8   |
| Densidade (pop./km²) | 84,8    | 100   | 43,5     | 43,5     | 41,4    | 41,4   |

De acordo com dados de 2002, o rendimento médio per capita ascendia a 1133,93 zł.

## Subdivisões
- Bychawka Druga, Bychawka Druga-Kolonia, Bychawka Pierwsza, Bychawka Trzecia, Bychawka Trzecia-Kolonia, Gałęzów, Gałęzów-Kolonia Druga, Gałęzów-Kolonia Pierwsza, Grodzany, Józwów, Kosarzew Dolny-Kolonia, Kowersk, Leśniczówka, Łęczyca, Marysin, Olszowiec, Olszowiec-Kolonia, Osowa, Osowa-Kolonia, Podzamcze, Romanów, Skawinek, Stara Wieś Druga, Stara Wieś Pierwsza, Stara Wieś Trzecia, Urszulin, Wandzin, Wincentówek, Wola Duża, Wola Duża-Kolonia, Wola Gałęzowska, Wola Gałęzowska-Kolonia, Zadębie, Zaraszów, Zaraszów-Kolonia, Zdrapy.

## Comunas vizinhas
- Jabłonna, Krzczonów, Strzyżewice, Wysokie, Zakrzew, Zakrzówek